# Elektorat Bawarii
Elektorat Bawarii (niem. Kurfürstentum Bayern) – niezależny i dziedziczny elektorat Świętego Cesarstwa Rzymskiego. Istniał od 1623 do 1806 roku, po czym został zastąpiony Królestwem Bawarii.
Dynastia Wittelsbachów dzieliła się w tamtych czasach na dwie linie: młodszą, która rządziła Bawarią, oraz starszą, władającą elektoratem Palatynatu. Głowa starszej linii, na mocy Złotej Bulli Karola IV była zarazem jednym z siedmiu elektorów Rzeszy. Linia bawarska była pozbawiona tego przywileju.
Jednakże w 1621 roku, elektor Palatynatu Fryderyk V został pozbawiony ziemi, wszelkich praw i tytułów, za udział w powstaniu czeskim przeciwko cesarzowi Ferdynandowi II Habsburgowi. W związku z tym, w 1623 roku, godność elektorska oraz ziemie Górnego Palatynatu zostały oficjalnie przekazane Maksymilianowi I Bawarskiemu.
Mimo że pokój westfalski tworzył nowy tytuł elektorski dla syna Fryderyka V, potomkowie Maksymiliana (z wyłączeniem krótkiego okresu podczas wojny o sukcesję hiszpańską), sprawowali funkcję elektora, aż do wygaśnięcia ich linii w 1777. Wtedy dwie linie Wittelsbachów zostały złączone unią personalną aż do upadku Świętego Cesarstwa Rzymskiego. W 1805 roku, w wyniku pokoju w Preszburgu, Bawaria uzyskała całkowitą niezależność, a Maksymilian I koronował się na Króla Bawarii. Święte Cesarstwo upadło rok później.